# سيارة رياضية متعددة الأغراض

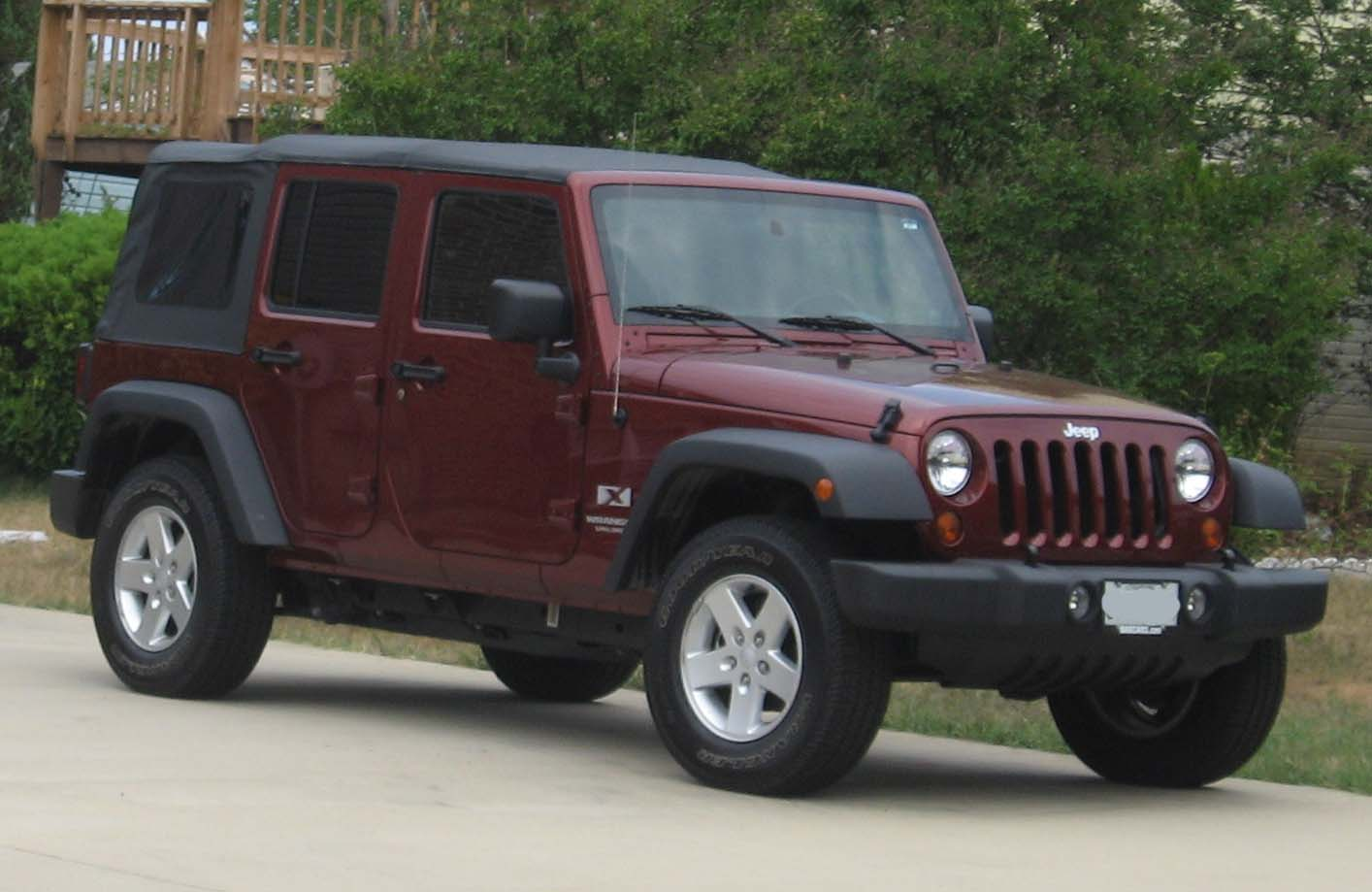
سيارة جيب

سيارة رياضية متعددة الأغراض تعرف اختصارا بـ SUV من عبارة sport utility vehicle. هي فئة سيارات مبنية على هيكل شاحنة خفيفة. وهي عادةً من نوع سيارات الدفع الرباعي لقدرتها على السير في الطرق الوعرة. لا يشمل هذا الأختصار جميع سيارات الدفع الرباعي. فهذا الاختصار يمكن أن يرمز إلى بعض سيارات الدفع الرباعي وسيارات الشحن بيك أب، نظراً لوجود مساحة لنقل الركاب مثل حافلة صغيرة أو سيارة كبيرة سيدان. ونظراً لاعتبار بعض الشاحنات الخفيفة في كثير من الأحيان كسيارات رياضية متعددة الأغراض لذلك فهي تخضع يتم لقانونين في الولايات المتحدة، وسياسة الطاقة وقانون المحافظة على الاقتصاد في استهلاك الوقود، وقانون الهواء النظيف بالنسبة للانبعاثات.
لا يستخدم هذا المصطلح في جميع البلدان، وخارج أميركا الشمالية حيث «السيارة على الطرق الوعرة»، «ذات الدفع الرباعي» أو «أربعة من أربعة» (اختصار ل"4WD" أو "4×4") أو لمجرد استخدام اسم العلامة التجارية لوصف المركبة مثل «جيب» أو «لاند روفر» هي أكثر شيوعا. ومع ذلك، ليس كل سيارات الدفع الرباعي وقدرات الدفع الرباعي. وبالعكس، وليس أربعة ركاب ذات الدفع بالعجلات جميع السيارات سيارات الدفع الرباعي. على الطرق الوعرة السيارة هي فئة واسعة من المركبات، التي بنيت أساسا للاستخدام على الطرق الوعرة. ومع ذلك، غالبا ما يكون هذا التمييز لم تصدر من قبل الجمهور العام ووسائل الإعلام. على الرغم من أن بعض سيارات الدفع الرباعي والطرق الوعرة القدرات، وأنها غالبا ما تلعب سوى دور ثانوي، وسيارات الدفع الرباعي في كثير من الأحيان لم يكن لديك القدرة على التبديل بين اثنين من عجلات وأربع ذات الدفع بالعجلات الأربع وتستعد عالية ذات الدفع بالعجلات تستعد منخفضة. في حين أن صانعي السيارات الرياضية متعددة الاستعمالات المرابح على الطرق الوعرة مع براعة الدعاية والتسمية والاستخدام اليومي من السيارات رباعية الدفع إلى حد كبير على الطرق المعبدة والمناطق الحضرية.
هذه السيارات كانت منتشرة بقوة في أواخر التسعنيات وأوائل هذا القرن، ثم انخفض انتشار هذه السيارات بسبب ارتفاع أسعار النفط وتدهور الاقتصاد واستجابه لشكاوى المشترين منذ منتصف هذه القرن. تدريجياً فإن سيارات الدفع الرباعي التقليدية التي تعتمد على شاحنة تم احلالها بسيارت الأوتو موبيل Crossover automobile، والتي تستخدم قاعدة للسيارات أخف وزناً وأحسن كفاءة في استهلاك الوقود، وذلك استجابة للكثير من الانتقادات للسيارات الرياضية متعددة الأغراض.